# 4-Chlorbenzylamin
4-Chlorbenzylamin ist eine chemische Verbindung, die sich von Chlorbenzol und Benzylamin ableitet.

## Gewinnung und Darstellung
E. Berlin synthetisierte 1869 erstmals das 4-Chlorbenzylamin aus 4-Chlorbenzylchlorid durch nukleophile Substitution mit ethanolischem Ammoniak. Bei der Durchführung dieser Reaktion in einem geschlossenen Rohr entstand das 4-Chlorbenzylamin nur als Nebenprodukt.
Julius von Braun et al. beschrieben 1926 die Reduktion von 4-Chlorbenzonitril durch Nickel in einer Decalinlösung zum 4-Chlorbenzylamin.

## Eigenschaften
4-Chlorbenzylamin hat einen Flammpunkt von 90 °C und einen n-Octanol-Wasser-Verteilungskoeffizienten von {\displaystyle \log K_{\mathrm {ow} }=1{,}753}.